# Pic de Coma Mitjana
El Pic de Coma Mitjana és una muntanya de 2.732 m alt situada en el terme comunal de Fontpedrosa, de la comarca del Conflent, a la Catalunya del Nord.
Està situat a prop de l'extrem sud-est del terme comunal, prop del termenal tant amb Mentet, de la comarca del Conflent, com amb Setcases, de la del Ripollès. És al nord-est de la Coma de l'Infern, al nord del Pic de l'Infern i al nord-oest del Pic de Dalt de Coma Mitjana.
Aquest cim està inclòs al llistat dels 100 cims de la FEEC